# Sinotibetski narodi
Sinotibetski narodi (Kinesko-tibetski narodi), velika etnolingvistička porodica raspršena po velikim predjelima Kine, Nepala, Indije, Burme, Bangladeša, Tajlanda i Butana. Sinotibetska porodica dijeli se na dvije glavne grane (s 403 jezika), kinesku s 14 jezika i tibetsko-burmansku s 389 jezika, a ponekad joj pridodaju i tajsku iz Kine i Vijetnama sa 76 jezika. 
Tibetski i burmanski jedini su tibetsko-burmanski jezici s dugom pisanom tradicijom.
Unutar Han nacionalnosti razlikuje se više skupina koje se razlikuju po jeziku a dio su hanske nacionalnosti. Među ovima su Min Zhong, Hakka, Min Dong, Pu-Xian, Xiang i drugi. Najbrojniji su Han Kinezi koji govore mandarinski i čiji broj prelazi 800,000,000 govornika uključujući i kojih 20,000,000 Hueja. Han Kinezi su najbrojniji narod na zemlji. 
Druga velika grana su tibetsko-burmanski narodi s brojnim jezičnim podskupinama: lolo-burmanska, kuki-čin-naga, karen, himalajska, bai, Jingpho-Konyak-Bodo, nung, zapadni bodo, tujia, tangut-qiang, sjevernoasamski (deng i tani), mru, mikir i meithei.